# Dalwhinnie

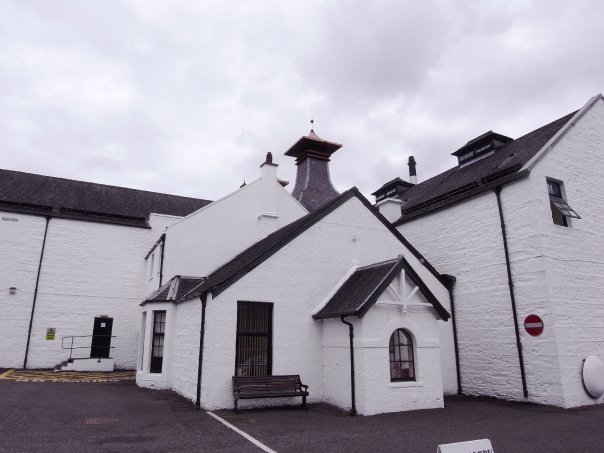
La destil·leria

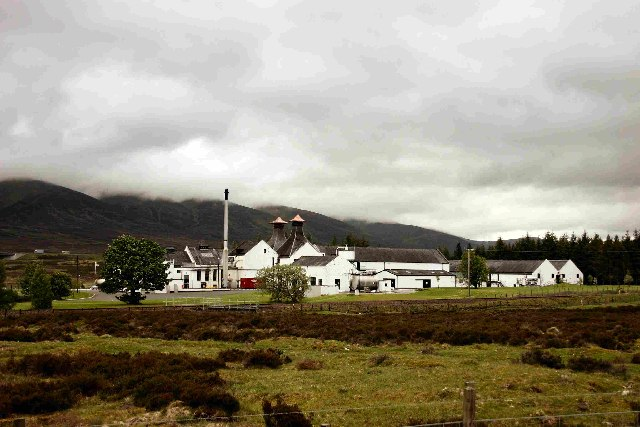
Vista general de la destil·leria

Dalwhinnie és una destil·leria i marca de whisky escocès situat al poble de les Highlands d'Escòcia en Dalwhinnie. La destil·leria va ser fundada a la dècada de 1890 amb el nom de la ciutat propera de Strathspey. El lloc va ser triat per l'abundància d'aigua de la font de Loch-Doire-Uaine i la turba dels pantans de la rodalia. A més, hi ha un esplèndid paisatge de muntanya, cosa que fa de Dalwhinnie la destil·leria més alta d'Escòcia. El nom significa lloc de trobada i es refereix a la reunió de les rutes de traginers de bestiar antiga a través de les muntanyes.
El 1897, John Grant, George Segellar i Mackenzie Alexandre va fundar la Destil·leria Strathspey. La producció es va iniciar el 1898, però per desgràcia la societat estava en fallida aquell mateix any.
La destil·leria va ser venuda a AP Blyth el 1898, que la va rebatejar Dalwhinnie. Més tard, el 1905 el 'Cook & Bernheim' va prendre el control de l'empresa, que va iniciar amb la búsqueda de malta per produir whisky de mescla o blended per al mercat dels Estats Units. Aquesta va ser la primera inversió dels EUA en la indústria del whisky escocès. L'aventura als EUA va continuar fins a la prohibició o Llei seca el 1920 i la destil·leria va tornar a Escòcia quan va ser adquirida per Lord James Calder, accionista del whisky Greenlees MacDonald. MacDonald Greenlees va ser adquirida més tard per Distillers Company Limited; Dalwhinnie es va convertir en part del grup de James Buchanan.
Un incendi el 1934 va aturar la producció durant 3 anys, i la reobertura el 1938 va ser de curta durada a causa de la II Guerra Mundial que va portar restriccions al subministrament d'ordi. Des de la seva reobertura el 1947, la destil·leria ha funcionat fins al dia d'avui, i va deixar d'elaborar cervesa el 1968.
Dalwhinnie s'ha fet famós a tot el món, ja que es comercialitza pels seus amos, United Distillers, sota la seva marca dels classics malts, que van aparèixer el 1988. Tot i això, només el 10% de la producció es comercialitza com a single malt, la resta s'usa per elaborar blendeds.